# Miseno
Miseno (em latim: Misenum) é uma fração comunal do município de Bacoli, na província de Nápoles, Itália. Foi o local de um porto da Campânia, no sul da Itália.

## Mitologia
Na mitologia romana, Miseno é um companheiro de Eneias e seu tocador de trombeta. Morreu nas costas da Itália, lançado ao mar por Tritão, que invejou sua arte de assoprar a tuba guerreira. Em algumas versões é companheiro de Ulisses. 
Virgílio o cita na Eneida sobretudo para explicar a origem do nome do cabo Miseno, na Campânia. O mesmo acontece com a história de Palinuro, timoneiro de Eneias, que o poeta latino também coloca na origem de um cabo, o cabo Palinuro, na região de Lucânia.
Virgílio diz que ele foi companheiro de Heitor, acompanhando-o nos combates durante a Guerra de Troia, e podia ser reconhecido por sua tuba e sua lança (Eneida, 6, 161-163). O poeta romano lhe dá como pai Éolo, rei dos ventos.
Depois que Aquiles matou Heitor, Miseno se ligou a Eneias, que seguia como companheiro não menos devotado. Mas um dia, quando fazia soar no mar a sua tuba, desafiou os deuses e seu rival Tritão, com ciúme, surpreendeu-o e o afogou entre os rochedos.